# Semana Santa en Castilla y León

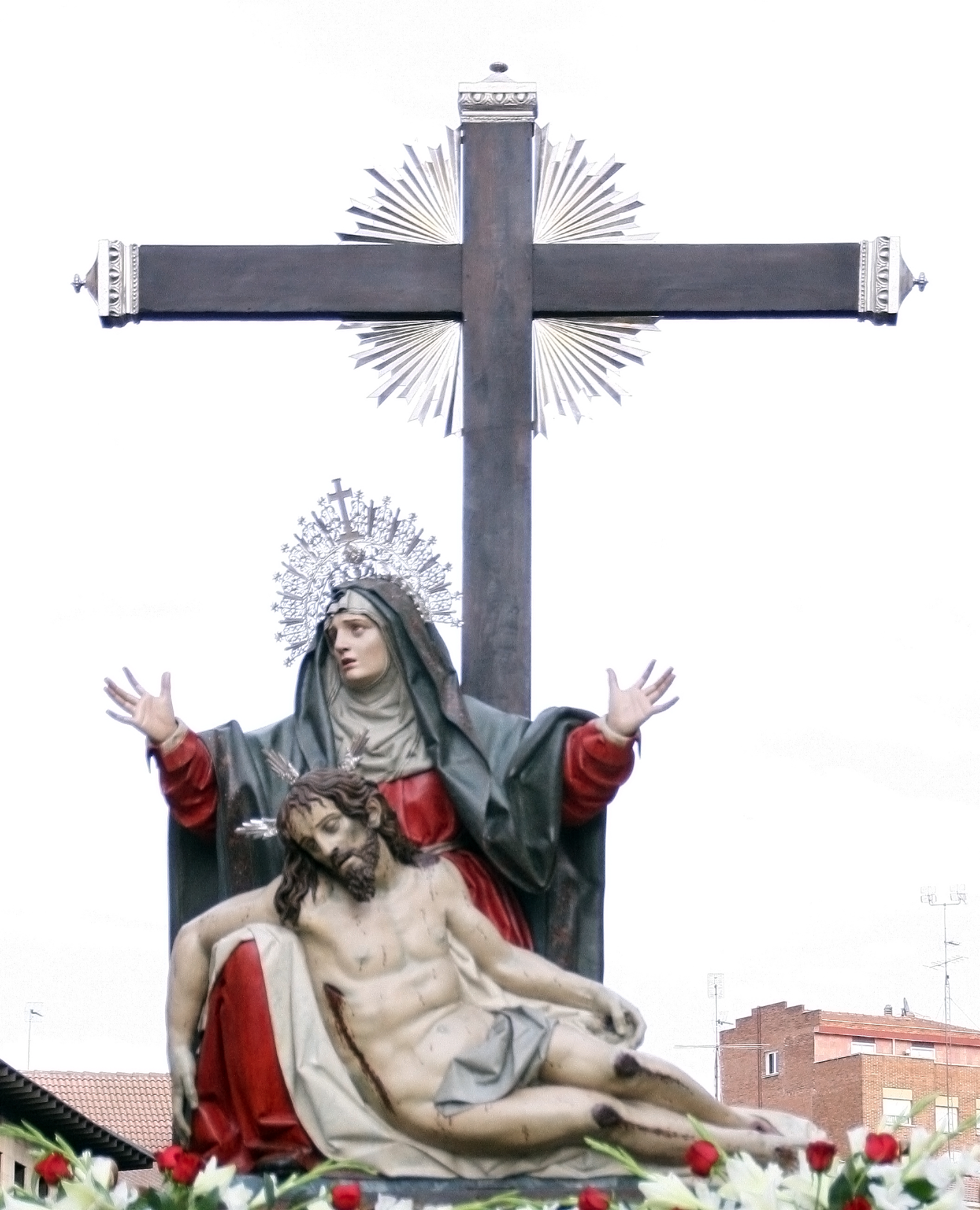
La Quinta Angustia (Gregorio Fernández, 1625), Cofradía de Nuestra Señora de la Piedad (Valladolid).

La Semana Santa en Castilla y León es, como en muchas otras comunidades autónomas españolas, una importante manifestación cultural y popular que gira en torno a la celebración religiosa cristiana de la Semana Santa.
De gran variedad en cada una de las provincias, algunas como la de Valladolid son destacadas por el enorme valor artístico de las tallas procesionadas; otras, como la de Zamora, además de reconocerse por el valor de sus tallas, la mayoría locales, también se destaca por su enorme recogimiento y sus ritos singulares mantenidos a lo largo de los siglos, junto a su excepcional y cuidado marco estético procesional y todas, en general, por su carácter sobrio y generalmente austero, que refleja un carácter abiertamente distinto en comparación con ejemplos quizá más conocidos, como el andaluz.
Por otra parte, la Semana Santa constituye, en Castilla y León, uno de los principales reclamos turísticos, que consiguen año a año atraer a decenas de miles de turistas, que llegan llamados por el carácter único de estas celebraciones. Se trata de la comunidad autónoma con mayor número de estas celebraciones declaradas Fiesta de Interés Turístico Internacional, ocho en total: Ávila, León, Medina del Campo, Medina de Rioseco, Palencia, Salamanca, Valladolid y Zamora.
La primera y única celebración en conseguir la más alta distinción a nivel nacional hasta la fecha es la Semana Santa de Zamora, declarada Bien de Interés Cultural en 2014 por el gobierno español. La Semana Santa de Zamora después de conseguir tal distinción se convirtió en la primera de España en ser candidata a Patrimonio Cultural Inmaterial de la Humanidad de la UNESCO, uniéndose como aspirante también Valladolid poco después. La Semana Santa vallisoletana, por su parte, fue la primera a nivel nacional en recibir el título de Interés Turístico Internacional en 1980, seguida por Zamora que recibió dicha condecoración en 1984.
Por su parte, Astorga, Ponferrada, Burgos y Segovia gozan del distintivo de Interés Turístico Nacional.

## Celebraciones de Semana Santa más relevantes
- Semana Santa en la ciudad de Ávila – declarada de Interés Turístico Internacional.

y en la provincia de Ávila:
- Semana Santa en Navaluenga – declarada de Interés Turístico Regional.

- Semana Santa en la ciudad de Burgos – declarada de Interés Turístico Nacional.

y en la provincia de Burgos:
- Semana Santa en Aranda de Duero – declarada de Interés Turístico Regional.
- Semana Santa en Briviesca.
- Pasión Viviente de Covarrubias – declarada de Interés Turístico Regional.
- Semana Santa en Sotillo de la Ribera.

- Semana Santa en la ciudad de León – declarada de Interés Turístico Internacional.[5]

y en la provincia de León:
- Semana Santa en Astorga – declarada de Interés Turístico Nacional.
- Semana Santa en Ponferrada – declarada de Interés Turístico Nacional.
- Semana Santa en Sahagún- declarada de Interés Turístico Nacional.
- Semana Santa en La Bañeza - declarada de Interés Turístico Regional.
- Semana Santa en Valencia de Don Juan - declarada de Interés Turístico Provincial.

- Semana Santa en la ciudad de Palencia – declarada de Interés Turístico Internacional.

y en la provincia de Palencia:
- Semana Santa en Carrión de los Condes.
- Semana Santa en Guardo.

- Semana Santa en la ciudad de Salamanca – declarada de Interés Turístico Internacional.[9]

y en la provincia de Salamanca:
- Semana Santa en Béjar.
- Semana Santa en Ciudad Rodrigo.
- Semana Santa en Peñaranda de Bracamonte.
- Pasión viviente en  Serradilla del Arroyo – declarada de Interés Turístico Regional.

- Semana Santa en la ciudad de Segovia – declarada de Interés Turístico Nacional.

y en la provincia de Segovia:
- Semana Santa en Cuéllar.

- Semana Santa en la ciudad de Soria – declarada de Interés Turístico Regional.

y en la provincia de Soria:
- Semana Santa en Ágreda – declarada de Interés Turístico Regional.
- Semana Santa en El Burgo de Osma – declarada de Interés Turístico Regional.

- Semana Santa en la ciudad de Valladolid – declarada de Interés Turístico Internacional.

y en la provincia de Valladolid:
- Semana Santa en Medina de Rioseco – declarada de Interés Turístico Internacional.
- Semana Santa  en Medina del Campo – declarada de Interés Turístico Internacional.
- Semana Santa  en Peñafiel – declarada de Interés Turístico Regional.
- Semana Santa  en Tordesillas – declarada de Interés Turístico Regional.
- Semana Santa en Villavicencio de los Caballeros.
- Semana Santa en Nava del Rey.

- Semana Santa en la ciudad de Zamora – declarada de Interés Turístico Internacional.

y en la provincia de Zamora:
- Semana Santa en Toro.
- Semana Santa en Benavente – declarada de Interés Turístico Regional.
- Semana Santa  en Bercianos de Aliste.
- Semana Santa en Fuentesaúco – declarada de Interés Turístico Regional.
- Semana Santa en Villalpando – declarada de Interés Turístico Regional.

|                                                                         |
| La Dolorosa de la Cofradía del Dulce Nombre de Jesús Nazareno, en León. |

|                                        |
| Paso de la Lanzada, Medina de Rioseco. |

|                                            |
| El Flagelado en la Plaza Mayor, Salamanca. |

|                                                                                    |
| Procesión General de la Sagrada Pasión del Redentor en la Plaza Mayor, Valladolid. |

|                               |
| Virgen de la Soledad, Zamora. |

|                                     |
| Paso de La Borriquilla, en Astorga. |

|                                   |
| Virgen del Mayor Dolor, en Ávila. |

|                                                                  |
| Virgen de los Siete Cuchillos saliendo de la Catedral, Palencia. |

|                                                  |
| Virgen de la Soledad y San Juanín en Ponferrada. |